# Военно-воздушные силы и войска ПВО Сербии

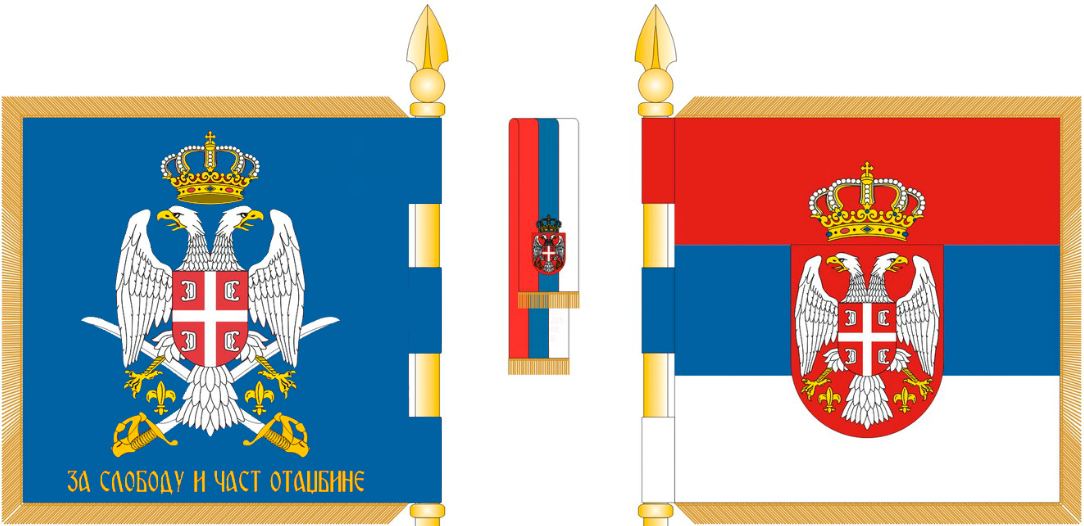
Флаг ВВС и ПВО Сербии (надпись: За Свободу и Честь Отечества)

Военно-воздушные силы и войска ПВО Сербии (серб. Ратно ваздухопловство и противваздухопловна одбрана, РВ и ПВО, дословно — Воздухоплавание и противовоздушная оборона) — один из видов Вооружённых сил Сербии. Были созданы в 1912 году и приняли участие в Балканских и Первой мировой войнах. В 1918—1941 годах существовали как Королевские ВВС Югославии, а затем ВВС и ПВО ЮНА. Распад Югославии имел тяжёлые последствия для сербской военной авиации. ВВС принимали участие в боевых действиях в Хорватии в 1991 году и понесли большие потери во время военной операции НАТО в 1999 году. В настоящее время ВВС и ПВО Сербии находятся в процессе реформирования.

## Структура
Командование ВВС и ПВО (серб. Команда В и ПВО)
210-й батальон связи (серб. 210 батаљон везе)

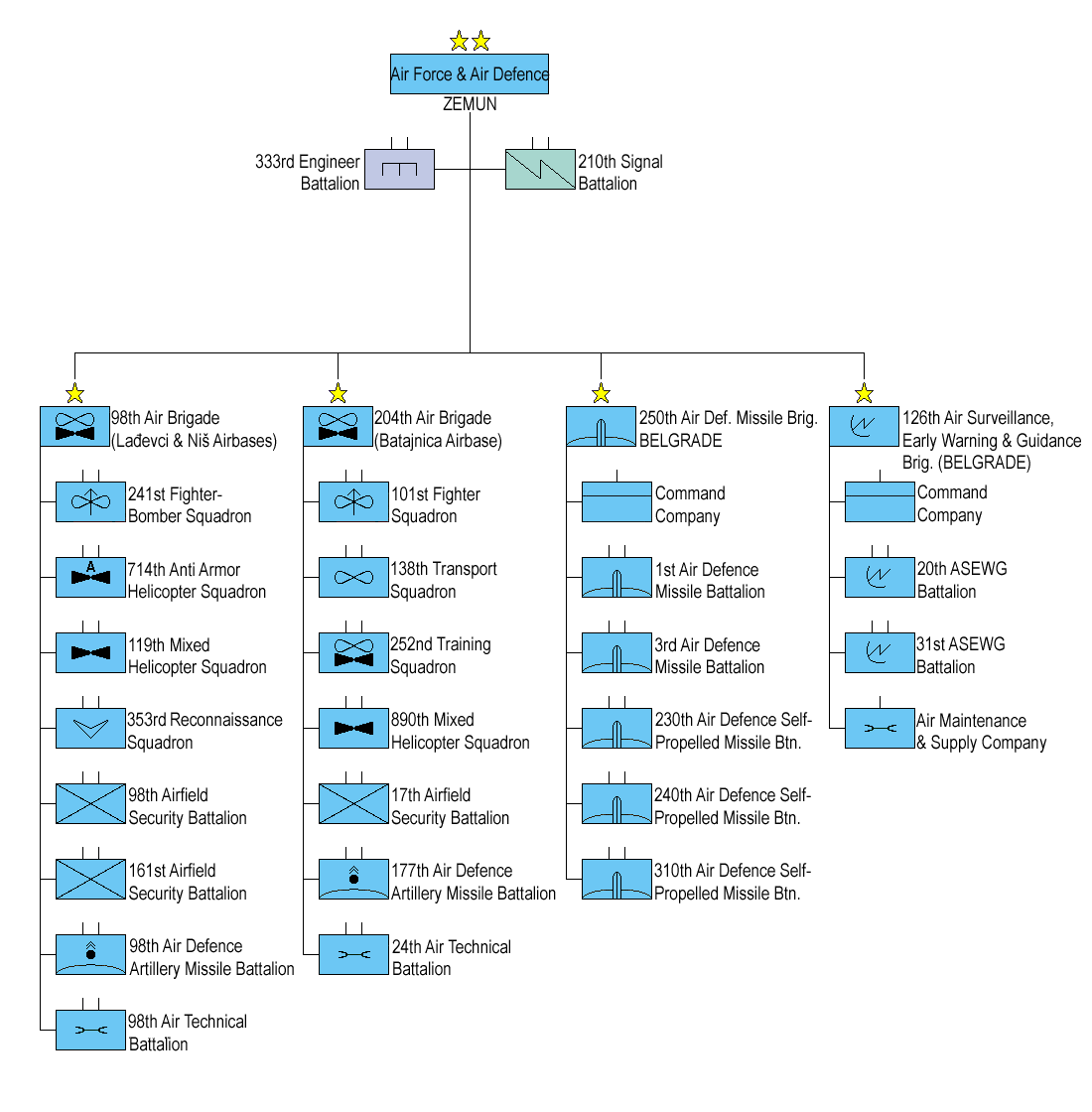
Структура Военно-воздушных сил и войск ПВО Сербии

333-й инженерный батальон (серб. 333 инжињериjски батаљон)
- 98-я авиационная бригада (серб. 98 ваздухопловна бригада)
- 204-я авиационная бригада (серб. 204 ваздухопловна бригада)
- 250-я бригада ПВО (серб. 250 ракетна бригада ПВО)
- 126-я бригада воздушного наблюдения, обнаружения и наведения (серб. 126 бригада ваздушног осматрања, јављања и навођења)

## Пункты базирования
- Авиабаза Батайница (серб. Батајницa)
- Авиабаза Ковин (серб. Ковин)
- Авиабаза Ладжевцы (серб. Лађевци)
- Авиабаза Ниш (серб. Ниш)

## Боевой состав
| Обозначение формирования или части                                                               | Вооружение и оснащение | Место расположения |
| ------------------------------------------------------------------------------------------------ | --- | ------------------ |
| Командование ВВС и ПВО Сербии                                                                    | | Земун, Белград     |
| 204-я авиационная бригада                                                                        | | Батайница          |
| 101-я истребительная авиационная эскадрилья                                                      | Л-18, НЛ-18, В-53 | Батайница          |
| 252-я учебно-тренировочная авиационная эскадрилья (ранее 252-я смешанная авиационная эскадрилья) | J-22, НJ-22, Н-62, Н-62Т, Н-62Ш, В-53, ХТ-40, ХН-42М, ХН-45М, ХО-42, ХО-45 | Батайница          |
| 138-я смешанная транспортная авиационная эскадрилья                                              | Т-70, Jак-40, Dо-28D2, Ан-2ТД, ХТ-40, ХО-42, ХО-45 | Батайница          |
| 1-й разведывательный авиационный отряд                                                           | Л-15М, Л-17К, В-53 | Батайница          |
| 24-й авиатехнический батальон                                                                    | | Батайница          |
| 17-й батальон охраны аэродрома                                                                   | | Батайница          |
| 117-й артиллерийско-ракетный дивизион ПВО                                                        | Бофорс Л 70, 40 мм, 9К38М «Шило» | Батайница          |
| 98-я авиационная бригада (ранее 98-я авиабаза)                                                   | | Ладжевци, Ниш      |
| 241-я истребительно-бомбардировочная авиационная эскадрилья                                      | J-22, НJ-22, Н-62, В-53 | Ладжевци           |
| 714-я противотанковая вертолётная эскадрилья                                                     | ХН-42М, ХО-42, ХО-45, ХИ-42 | Ладжевци           |
| 119-я смешанная вертолётная эскадрилья                                                           | нет данных | Ниш                |
| 2-й разведывательный авиационный отряд                                                           | нет данных |                    |
| 24-й авиатехнический батальон                                                                    | |                    |
| 161-й батальон охраны аэродрома                                                                  | |                    |
| 98-й батальон охраны аэродрома                                                                   | |                    |
| 98-й артиллерийско-ракетный дивизион ПВО                                                         | Бофорс Л 70, 40 мм, 9К38М «Шило» |                    |
| 250-я ракетная бригада ПВО                                                                       | | Белград (штаб)     |
| Штабная батарея                                                                                  | |                    |
| 1-й ракетный дивизион ПВО                                                                        | С-125М1Т «Нева», 9К32 «Стрела-2M» |                    |
| 2-й ракетный дивизион ПВО                                                                        | С-125М1Т «Нева», 9К32 «Стрела-2M» |                    |
| 3-й самоходный ракетный дивизион ПВО                                                             | 2К12 «Куб-М», 9К32 «Стрела-2M» |                    |
| 4-й самоходный ракетный дивизион ПВО                                                             | 2К12 «Куб-М», 9К32 «Стрела-2M» |                    |
| 5-й самоходный ракетный дивизион ПВО                                                             | 2К12 «Куб-М», 9К32 «Стрела-2M» |                    |
| 126-я бригада воздушного наблюдения, обнаружения и наведения (ранее 126-й центр)                 | РЛС наблюдения П-12 и П-14, радары измерения высот ПРВ-11, обзорные радиолокаторы С-605/654, радары для измерения высот С-613, обзорный радиолокатор ТПС-63, трёхмерные радары АН/ ТПС-70, Автоматизированные информационно-измерительные системы АС-74 и АС-84. | Белград            |
| Штабная рота                                                                                     | |                    |
| 20-й батальон ВНОН                                                                               | |                    |
| 31-й батальон ВНОН                                                                               | |                    |
| Рота воздушно-технического и технического обслуживания и обеспечения                             | |                    |
| 210-й батальон связи                                                                             | |                    |
| 333-й инженерный батальон                                                                        | |                    |

## Командующие
- генерал-подполковник Драган Катанич[серб.] (2006—2009)
- генерал-майор Ранко Живак (2009—2018)
- генерал-подполковник Душко Жаркович[серб.] (с 5 июня 2018 года)[7]

## Техника и вооружение
На вооружении ВВС и ПВО Сербии находятся боевые и транспортные самолёты, боевые и транспортные вертолёты, комплексы ПВО и радиолокационные станции. Они распределены между 98-й и 204-й авиабригадами, 250-й бригадой ПВО и 126-й бригадой воздушного наблюдения. 
Размещение вооружений в соединениях и подразделениях ВВС и ПВО Сербии было произведено в ходе военной реформы, начатой после распада Государственного союза Сербии и Черногории в 2006 году. В 2007 году 230-й, 240-й и 310-й полки ПВО были расформированы, их вооружение было частично списано, частично передано в дивизионы 250-й бригады ПВО. Зенитные орудия Bofors L70 были распределены в зенитно-ракетные дивизионы 98-й и 204-й авиабригад.
Большинство вооружений ВВС и ПВО Сербии были произведены в СССР или СФРЮ и ныне считаются устаревшими. После распада Югославии в армию длительное время не поступала современная техника. Исключением были закупки учебных самолётов Utva Lasta, которые производит фабрика УТВА в Панчеве. Процесс обновления авиации возобновился в 2016 году, когда в России были приобретены два вертолёта Ми-17, а шесть истребителей МиГ-29 были получены в дар. 
Ремонтом и модернизацией имеющихся летательных аппаратов и систем ПВО занимается Авиационный институт «Мома Станойлович» в Батайнице.
В 2022 году Сербия закупила современную китайскую систему ПВО HQ-22.

## Опознавательные знаки

Опознавательный знак ВВС и ПВО Сербии
Знак на киль
Вариант уменьшенной видимости

### Эволюция опознавательных знаков
| Опознавательный знак | Знак на фюзеляж | Знак на киль | Когда использовался            | Порядок нанесения |
| -------------------- | --------------- | ------------ | ------------------------------ | --- |
|                      | нет             |              | 1912 — 1915                    | Нижняя часть нижнего крыла полностью окрашивалась в цвета флага Сербии. |
|                      | нет данных      |              | 1912 — 1915                    | |
|                      |                 |              | 1916 — 1918                    | Самолёты, полученные из Франции по программе военной помощи, несли стандартные французские опознавательные знаки. Сербская кокарда или сербский флаг наносились на фюзеляж как дополнение. |
|                      |                 |              | 1916 — 1918                    | Самолёты, полученные из Франции по программе военной помощи, несли стандартные французские опознавательные знаки. Сербская кокарда или сербский флаг наносились на фюзеляж как дополнение. Официальное использование флага Сербии, в качестве знака на фюзеляж было регламентировано к 1918 году. |
|                      |                 |              | нет данных                     | |
|                      |                 |              | с 2006 года по настоящее время | |

## Знаки различия

### Генералы и офицеры
| Категории               | Генералы      | Генералы            | Генералы          | Генералы         | Старшие офицеры | Старшие офицеры | Старшие офицеры | Младшие офицеры    | Младшие офицеры   | Младшие офицеры | Младшие офицеры   |
| ----------------------- | ------------- | ------------------- | ----------------- | ---------------- | --------------- | --------------- | --------------- | ------------------ | ----------------- | --------------- | ----------------- |
|                         |               |                     |                   |                  |                 |                 |                 |                    |                   |                 |                   |
| Сербское звание         | Генерал       | Генерал потпуковник | Генерал мајор     | Бригадни генерал | Пуковник        | Потпуковник     | Мајор           | Капетан прве класе | Капетан           | Поручник        | Потпоручник       |
| Российское соответствие | Генерал армии | Генерал-полковник   | Генерал-лейтенант | Генерал-майор    | Полковник       | Подполковник    | Майор           | Капитан            | Старший лейтенант | Лейтенант       | Младший лейтенант |

### Подофицеры и солдаты
| Категории               | Подофицеры           | Подофицеры | Подофицеры                | Подофицеры     | Подофицеры        | Подофицеры      | Рядовые      | Рядовые         | Рядовые   | Рядовые |
| ----------------------- | -------------------- | ---------- | ------------------------- | -------------- | ----------------- | --------------- | ------------ | --------------- | --------- | ------- |
|                         |                      |            |                           |                |                   |                 |              |                 |           | нет     |
| Сербское звание         | Заставник прве класе | Заставник  | Старији водник прве класе | Старији водник | Водник прве класе | Водник          | Млађи водник | Десетар         | Разводник | Војник  |
| Российское соответствие | Старший прапорщик    | Прапорщик  | нет                       | Старшина       | нет               | Старший сержант | Сержант      | Младший сержант | Ефрейтор  | Рядовой |

### Знаки на головные уборы
| Металлические знаки | Вышитые знаки |
| ------------------- | ------------- |
|                     |               |

## Галерея

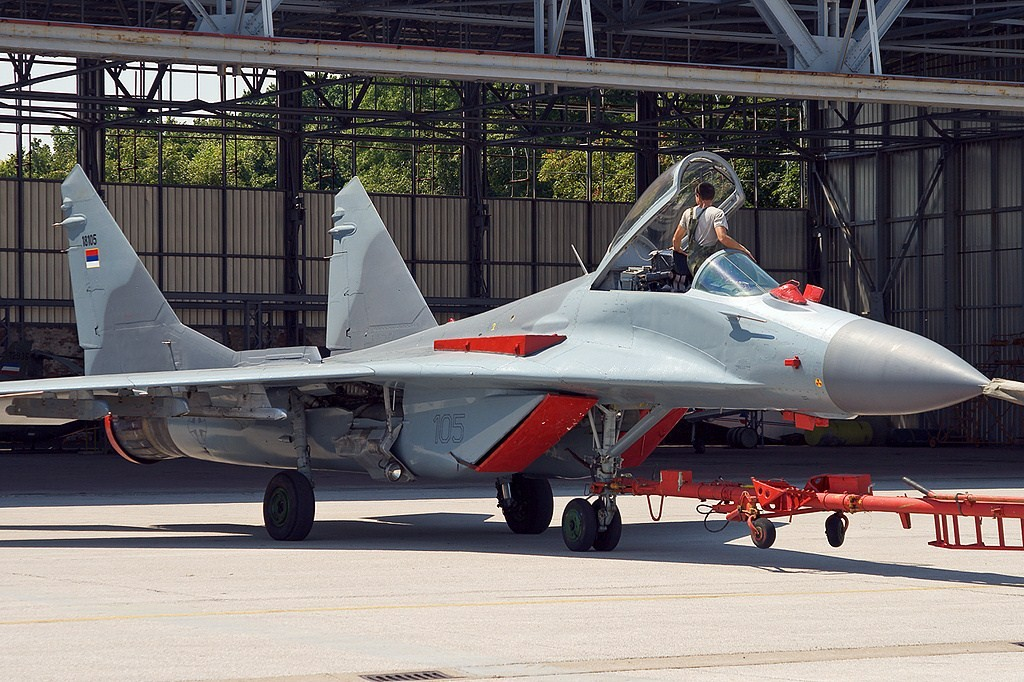
МиГ-29Б
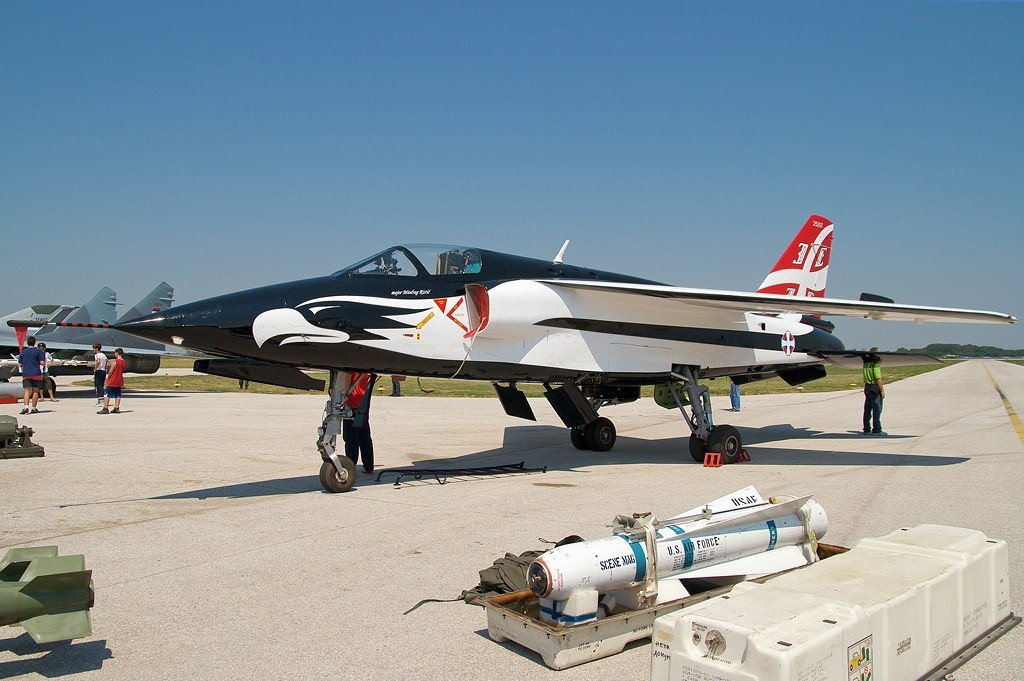
СОКО J-22 «Орао» в праздничной окраске по случаю Дня Авиации
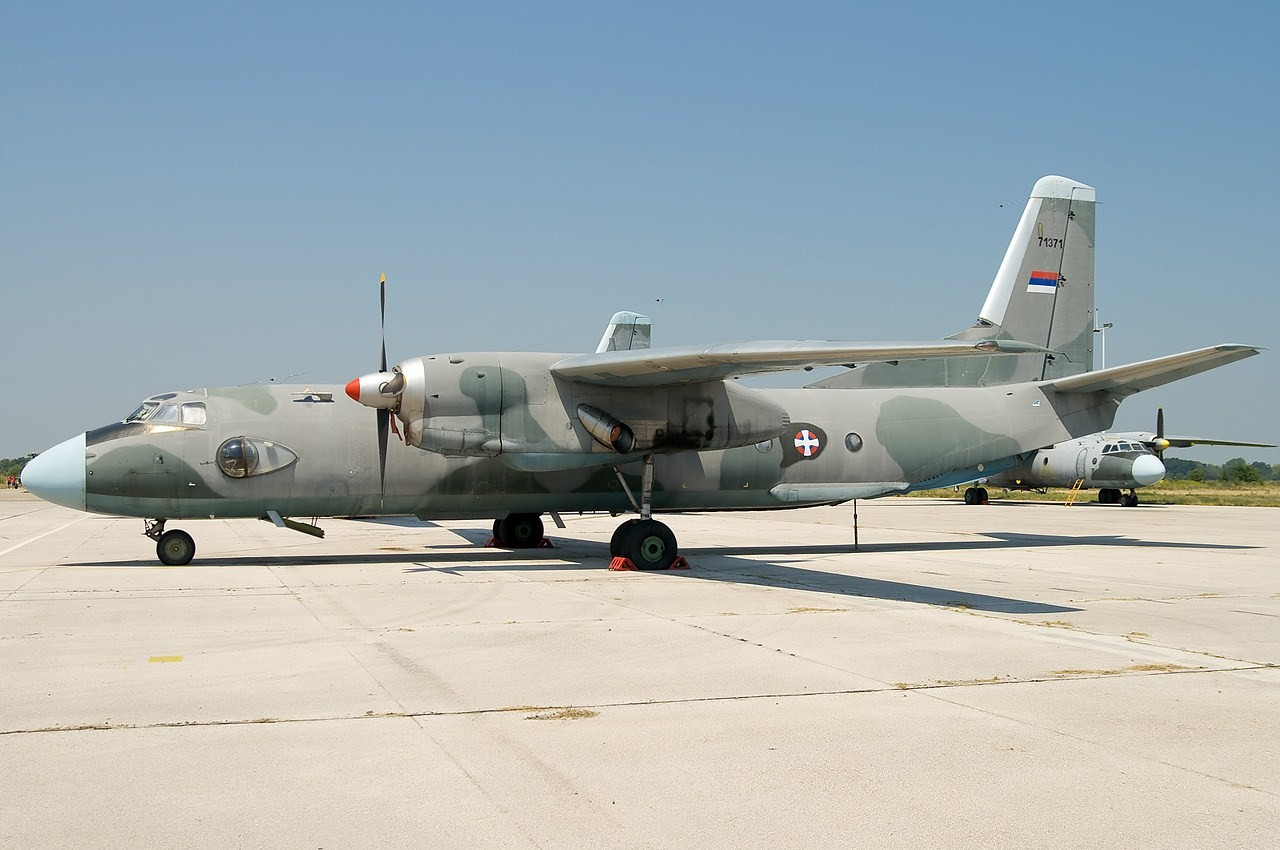
Ан-26
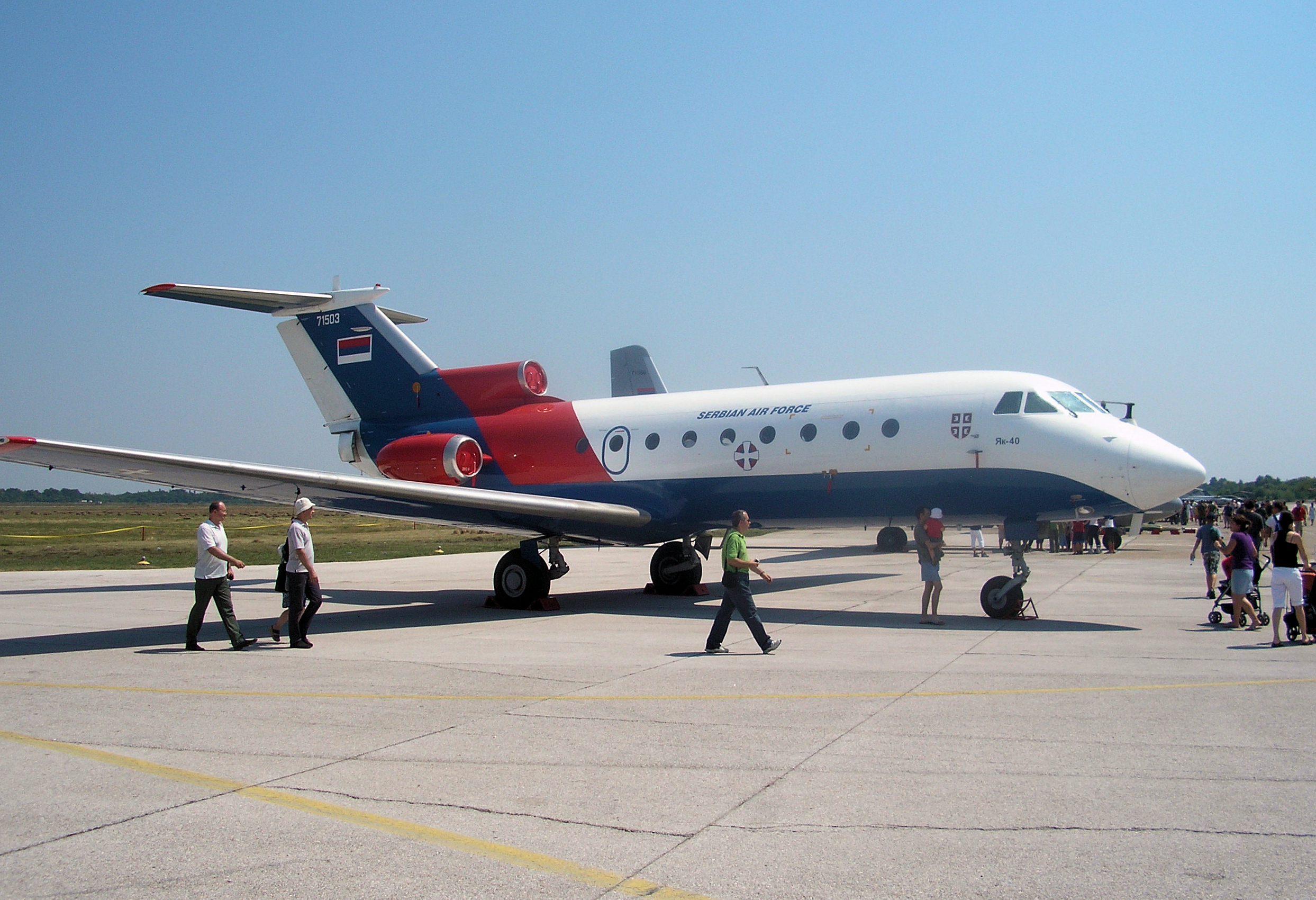
Як-40
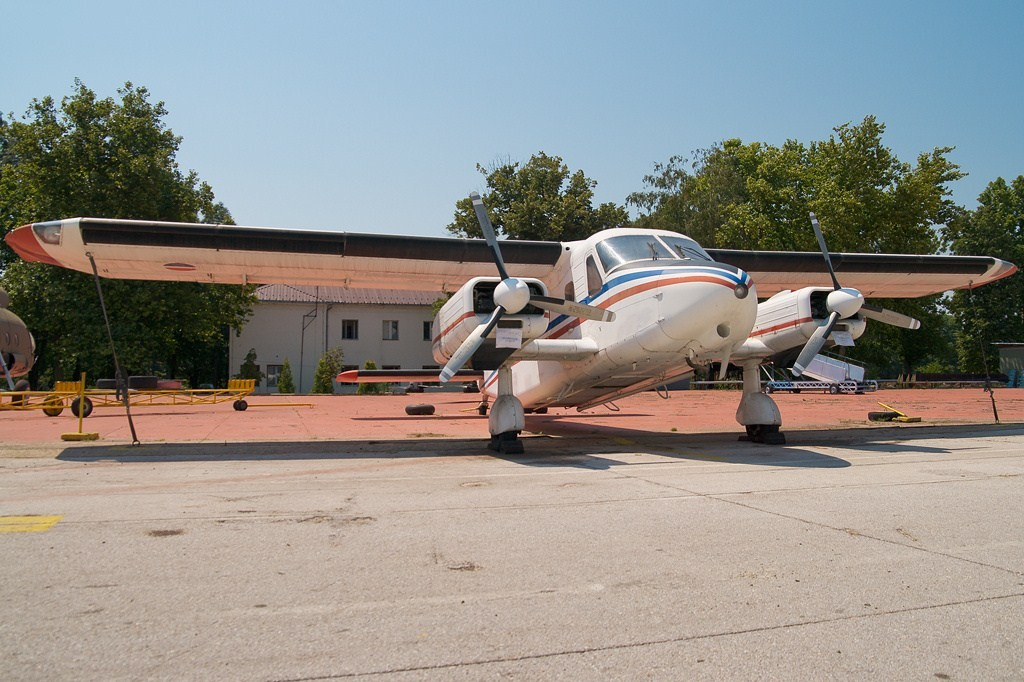
Dornier Do-28D-2 Skyservant
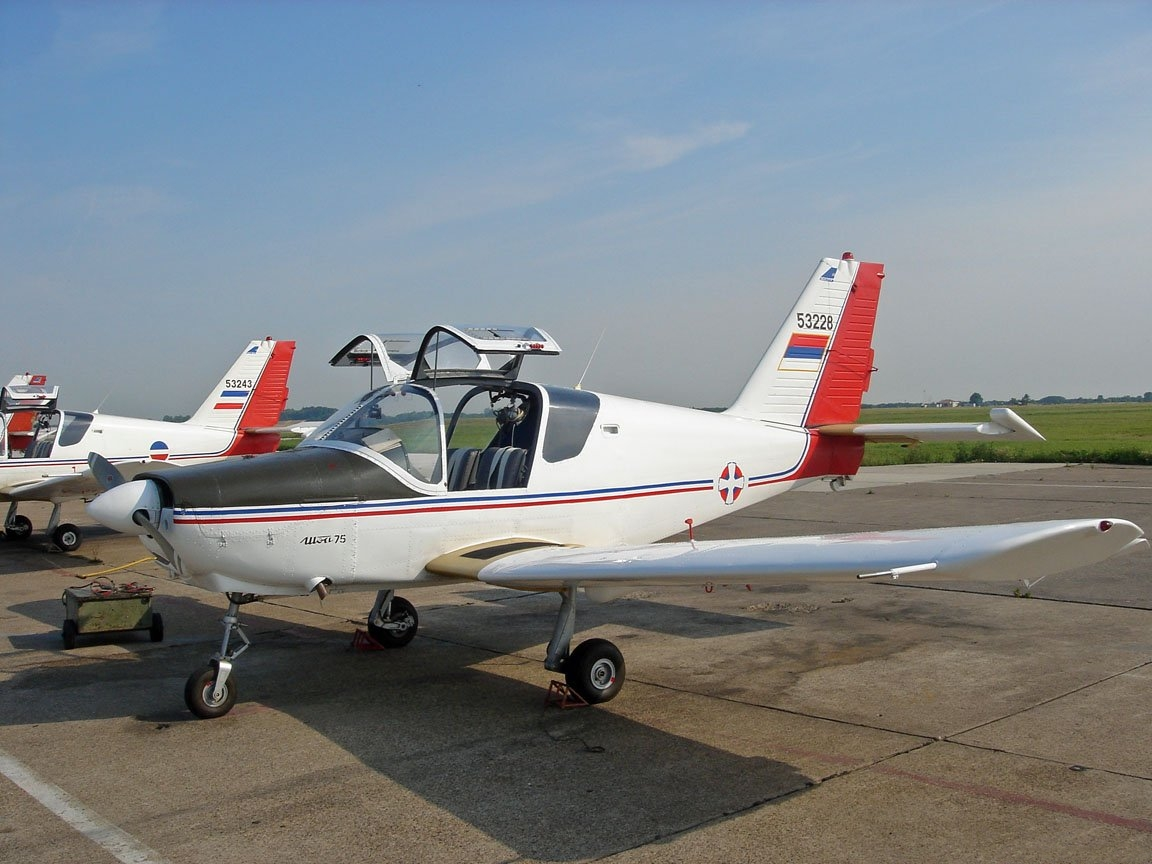
Утва-75
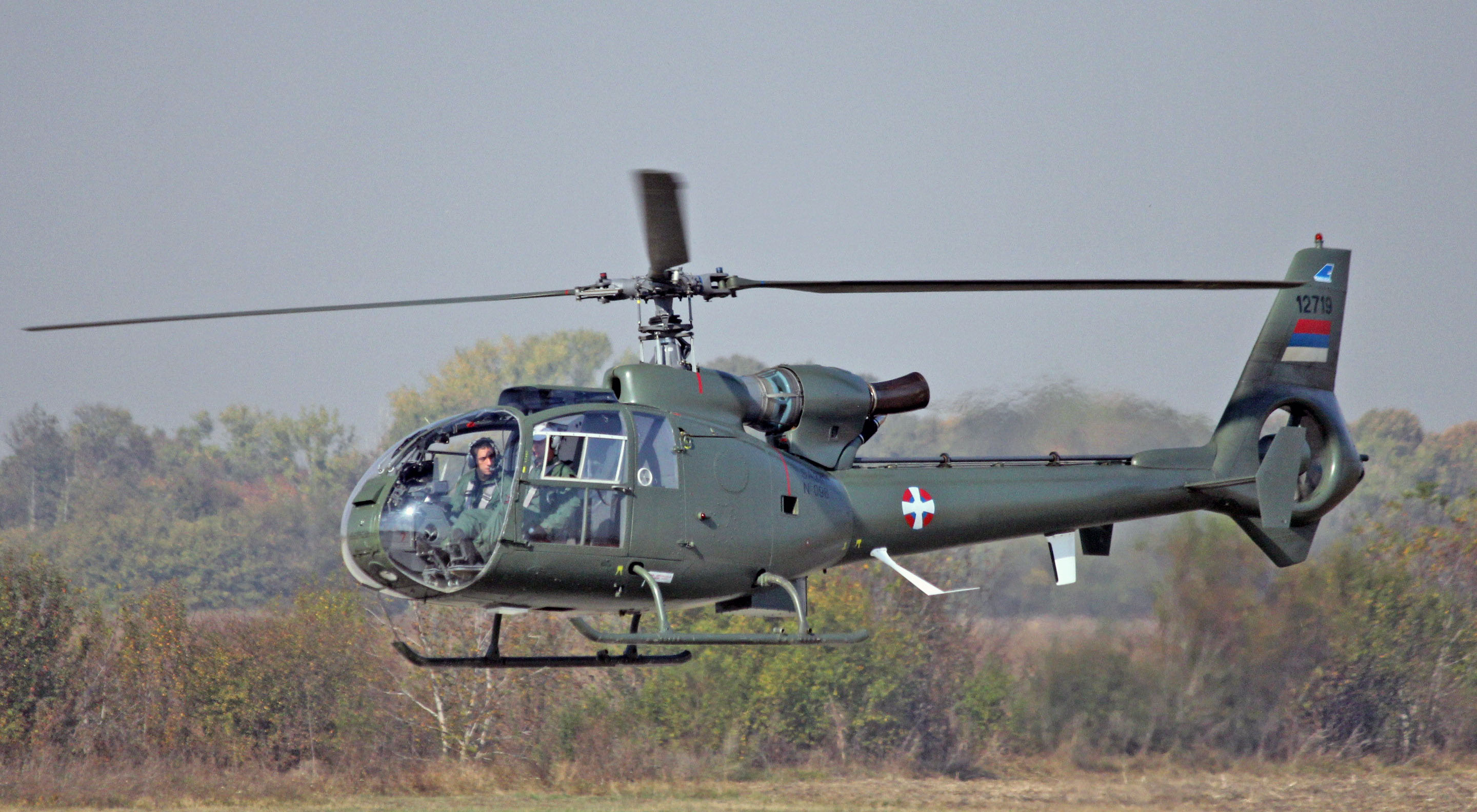
Aérospatiale Gazelle
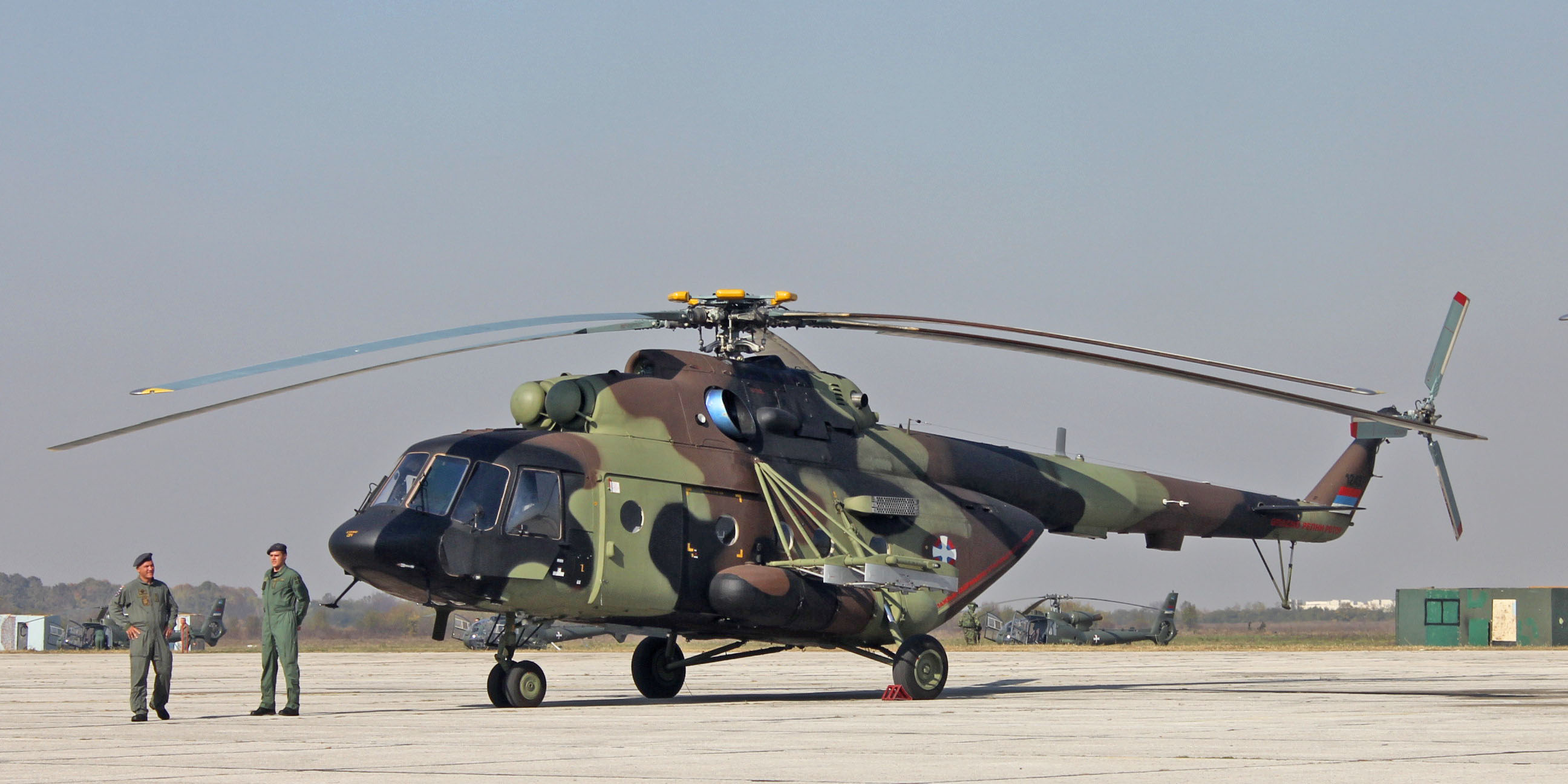
Ми-17
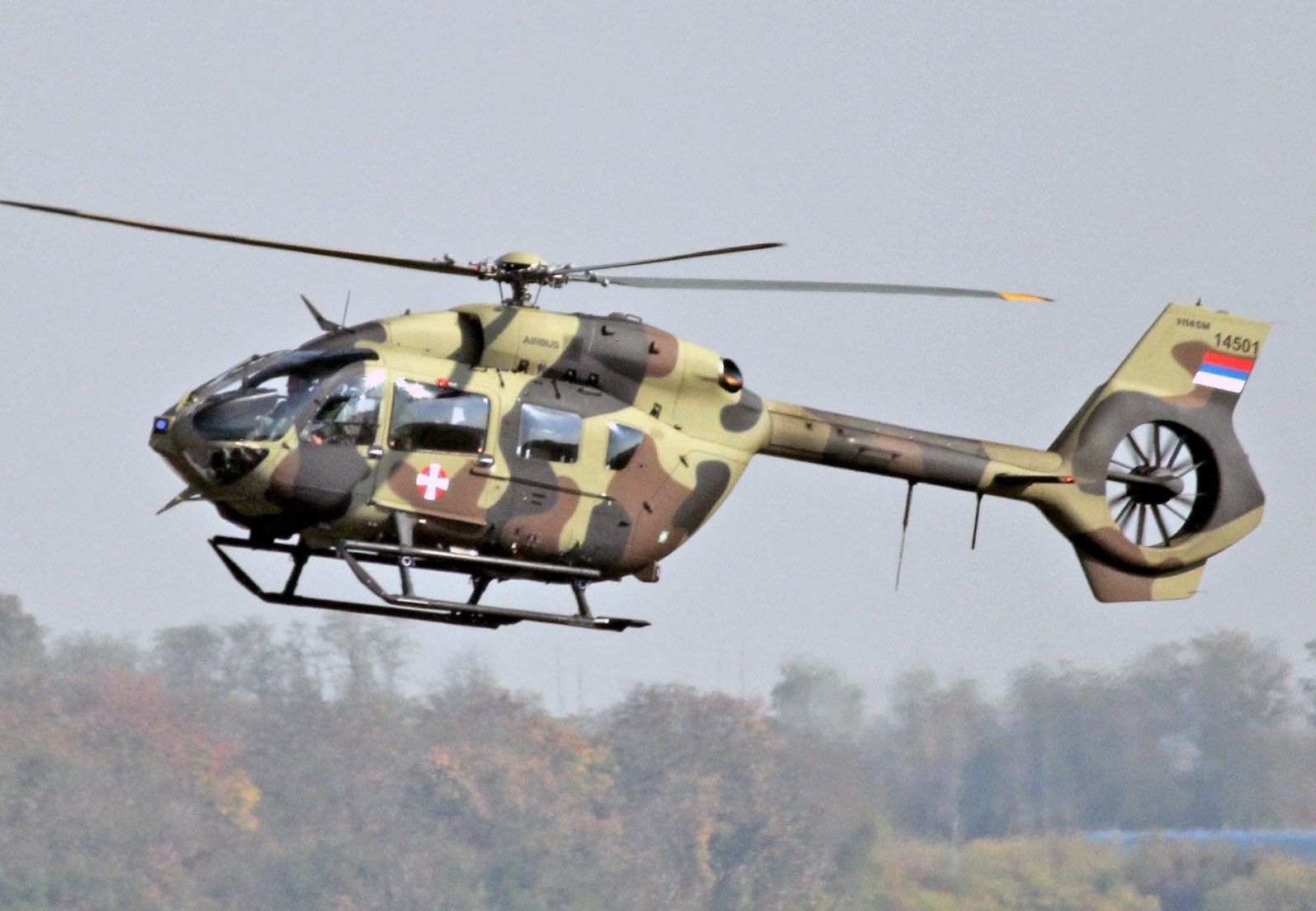
Airbus H145
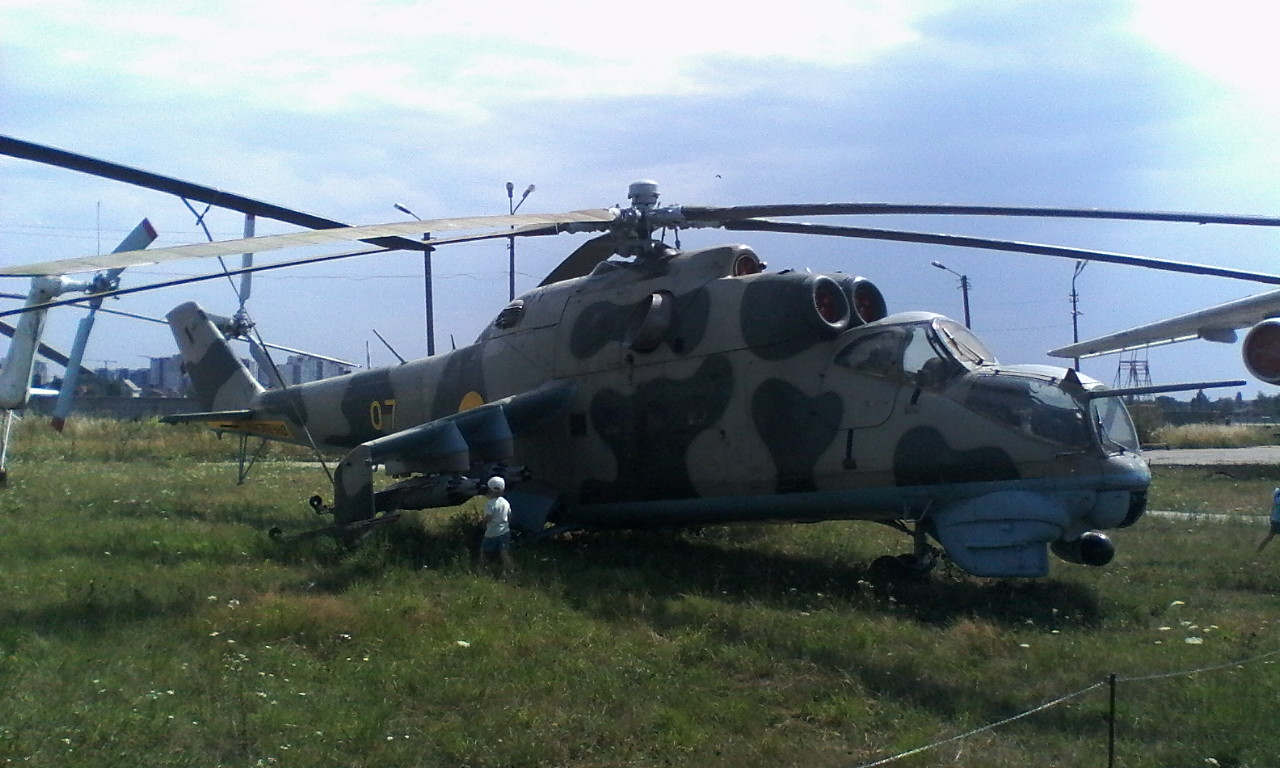
Ми-24